# Bilstein (Overath)
Bilstein ist ein Ortsteil von Brombach in der Stadt Overath im Rheinisch-Bergischen Kreis in Nordrhein-Westfalen, Deutschland.

## Lage und Beschreibung
Die nahe der Grenze zum Oberbergischen Kreis liegende Ortschaft Bilstein ist über die Sülztaler Straße (Landesstraße 284) zu erreichen, die über längere Strecken entlang der Sülz verläuft, die sich wiederum in einer markanten Schlaufe um Bilstein windet. Orte in der Nähe sind Klefhaus, Unterbilstein und Engeldorf.

## Geschichte
Die Topographia Ducatus Montani des Erich Philipp Ploennies, Blatt Amt Portz, belegt, dass der Wohnplatz bereits 1715 zwei Hofstellen besaß, die als Bielstein beschriftet ist. Aus der Charte des Herzogthums Berg von 1789 des Carl Friedrich von Wiebeking geht hervor, dass der Ort zu dieser Zeit Teil des Kirchspiels Immekeppel im Obergericht Bensberg des bergischen Amtes Porz war.
Der Ort ist auf der Topographischen Aufnahme der Rheinlande von 1817 als Unt. Bilstein verzeichnet. Die Preußische Uraufnahme von 1845 zeigt den Wohnplatz unbeschriftet. Ab der Preußischen Neuaufnahme von 1892 ist der Ort auf Messtischblättern regelmäßig als Bilstein verzeichnet.
Der Ort gehörte nach dem Zusammenbruch der napoleonischen Administration und deren Ablösung zum Kirchspiel Immekeppel der Bürgermeisterei Bensberg im Kreis Mülheim am Rhein.  Der 1845 laut der Uebersicht des Regierungs-Bezirks Cöln als Bauerngüter kategorisierte Ort besaß zu dieser Zeit zwei Wohngebäude mit 13 Einwohnern, alle katholischen Bekenntnisses. Die Gemeinde- und Gutbezirksstatistik der Rheinprovinz führt Bilstein 1871 mit zwei Wohnhäusern und 13 Einwohnern auf. Im Gemeindelexikon für die Provinz Rheinland von 1888 werden für Bilstein zwei Wohnhäuser mit elf Einwohnern angegeben. 1895 besitzt der Ort zwei Wohnhäuser mit elf Einwohnern und gehörte konfessionell zum katholischen Kirchspiel Immekeppel, 1905 werden zwei Wohnhäuser und 13 Einwohner angegeben.
Aufgrund § 10 des Köln-Gesetzes wurden 1975 mehrere Bensberger Außenorte in die Gemeinde Overath umgemeindet, darunter auch Bilstein.
Bilstein wurde zur Abgrenzung von dem benachbarten Lindlarer Oberbilstein lange Zeit Unterbilstein genannt. Im Laufe der Zeit verlor der Ortsname sein Bestimmungswort Unter- und erscheint in Karten und Dokumenten nur noch als Bilstein. In der Mitte des 20. Jahrhunderts wurde westlich von Bilstein eine neue Siedlung gegründet, die nun den Namen Unterbilstein erhielt. Wenn in älteren historischen Quellen von Unterbilstein die Rede ist, so ist in der Regel das heutige Bilstein gemeint, nicht die Neugründung.